# Maniola wagneri
Maniola wagneri är en fjärilsart som beskrevs av Herrich-Schäffer 1846. Maniola wagneri ingår i släktet Maniola och familjen praktfjärilar. Inga underarter finns listade i Catalogue of Life.